# 리오 (건담 시리즈)
리오(영어: Leo, 일본어: リーオー)는 1995년에 방영된 TV 애니메이션 《신기동전기 건담 W》에 등장하는 모빌 슈트(MS)로 분류되는 가공의 유인 조종식 인간형 로봇 병기이다.
작품 내 기원인 "애프터 콜로니(A.C.)"에서 최초로 실용화된 범용 양산형 모빌 슈트(MS)이다. 무장 조직인 오즈(OZ)나 지구권 통일 연합 등 많은 국가, 세력에 널리 보급되어 있다. 기체명인 "리오"는 황도 12궁의 하나인 사자자리(Leo)를 영어로 음역한 것이다. TV 애니메이션 엔딩 크레딧에서는 "리오우"라고도 표기되었다.
메카닉 디자인은 카토키 하지메가 담당하였다.

## 같이 보기
- 신기동전기 건담 W
- 윙 건담